# Вајат Љубе Ненадовића у Бранковини
Вајат Љубе Ненадовића у Бранковини, недалеко од Ваљева, подигнут пре 1826. године и налази се у комплексу споменика Ненадовића у Бранковини у непосредној близини старе школе проте Матеје Ненадовића.

## Изглед вајата
То је зграда од брвана, приземна, скромних димензија са једним одељењем. Преко камених темељних стопа постављена је греда темељача од храстове грађе димензија 24 х 28 cm. У темељачу су ужљебљени стубови између који су поређани брвна-талпе дебљине 7 cm. Кров је четвороводан са покривачем од шиндре. Има архитектонско-етнолошки значај, јер представља типичну брвнару са кровним покривачем од шиндре. Зграда вајата је неколико пута премештана, најпре из Граца у слободном простору у непосредној близини Музеја у Ваљеву, док кончано није добио одговарајућу локацију у комплексу споменика породице Ненадовић у Бранковини. У њему је рођен познати и истакнути књижевних чика Љуба Ненадовић, и као такав има велики историјски значај.

## Галерија
- Унутрашњост Вајата
- Табла с натписом
- Вајат Љубе Ненадовића у Бранковини